# Judo Bond Nederland
De Judo Bond Nederland (JBN) is de overkoepelende organisatie in Nederland voor de sporten aikido, jiujitsu en judo. De JBN kent ongeveer 40.000 leden en 650 aangesloten clubs (2020). Het bondsbureau is gevestigd in Nieuwegein.

## Oprichting
Op 29 januari 1939 werd op initiatief van Maurice van Nieuwenhuizen de "Nederlandsche Jiu-Jitsu Bond" (NJJB) opgericht. Naast de "N.J.J.B." werd op 3 oktober 1946 opgericht "Judokwai Nederland" (J.K.N.).

## Verdeeld judoland
Op initiatief van de Japanner Gunji Koizumi kwamen in oktober 1948 enige groeperingen bijeen, te weten "N.J.J.B.", "Judokwai Nederland" en "Nakada" en werd als overkoepelende organisatie de "Nederlandse Judo Associatie" (N.J.A.) opgericht. De "N.J.A." werd na ruim een jaar weer opgeheven, toen de meeste beoefenaren van judo en jiu-jitsu in de "N.J.J.B." waren verenigd. Vele organisatorische moeilijkheden, die hun oorsprong hadden in de controverse tussen amateurs en professionele leerkrachten, leidden tot de oprichting van de "Nederlandse Amateur Judo Associatie" (N.A.J.A.) door Gerhard Schutte in 1950. Naast N.J.J.B., N.A.J.A. en J.K.N. ontstonden later ook nog kleine groeperingen, zoals N.J.J.A. en V.N.J.B.

## Op weg naar één organisatie
Er waren echter leraren en bestuurders die begrepen dat het judo in Nederland alleen maar gebaat kon zijn bij samenwerking in een zo groot mogelijk verband. Toelating tot het Nederlands Olympisch Comité (NOC) speelde daarbij ook een rol. Het NOC deed geen zaken met een versnipperd judogebied. Oriënterende besprekingen begonnen in 1960 en leidden tot het organiseren van beraadgroepen gradueringen, opleidingen en in een later stadium een beraadgroep besturen. Uiteindelijk werd op 21 oktober 1963 onder leiding van Dr. Wim van Zijll van de "Nederlandse Sport Federatie" de "Federatie van Nederlandse Judo en Jiu-Jitsu Bonden" (F.N.J.J.B.) opgericht, bestaande uit N.J.J.B., N.A.J.A., J.K.N. en N.K.J.B. De FNJJB werd toegelaten tot het NOC.

## Bijeen in één bond
Na de overeengekomen twee jaren werd in oktober 1965 het bestaan van de "F.N.J.J.B." met een jaar verlengd, daar de noodzakelijke fusievoorbereidingen nog niet geheel gereed waren. De J.K.N. (Judokwai Nederland) vond het toen echter wenselijk om de federatie te verlaten. Ten slotte werd op 7 oktober 1966 de fusie in de Nederlandse judowereld een feit: N.J.J.B. en N.A.J.A., alsmede de N.K.J.B. verenigden zich in een "nieuwe" N.J.J.B. onder nieuwe statuten. De J.K.N. is in 1969 ten slotte alsnog opgegaan in de N.J.J.B.
Op een ledenvergadering van de N.J.J.B. op 21 november 1970 werd besloten de naam te wijzigen in "Budo Bond Nederland", B.B.N. Per 15 september 1979 werd in de bijzondere bondsvergadering een naamswijziging doorgevoerd van "Budo Bond Nederland" naar "Judo Bond Nederland", J.B.N. Op 1 mei 1982 is de, vooral in het zuiden van het land opererende, Nederlandse Judo- en Jiu-Jitsu Associatie met al haar leden en leerkrachten tot de Judo Bond Nederland toegetreden.

## Jubileum
In 2009 vierde de JBN haar 70-jarig bestaan. Ter gelegenheid van dit jubileum werd onder meer een boek uitgebracht met als titel 70 JAAR JUDO BOND NEDERLAND. Vechten. Besturen. Verenigen.

## Vrouwelijke voorzitters
In 2020 werd Tessa Brouwer benoemd tot eerste vrouwelijke voorzitter van de bond. Brouwer was rechter van beroep en beoefenaar van aikido. Ze was al voorzitter van de aikido-commissie binnen de judobond, en werd in 2016 geëerd als Lid van Verdienste. Zij trad af nadat er op de Olympische Zomerspelen van Parijs in 2024 geen enkele medaille werd behaald. In 2025 werd ze opgevolgd door Marjolein van Unen.

## Ledenaantallen
Hieronder de ontwikkeling van het ledenaantal en het aantal verenigingen:
| Jaar | Ledenaantal | Verenigingen |
| ---- | ----------- | ------------ |
| 2024 | 43.000      | 503          |
| 2019 | 48.000      | 646          |
| 2018 |             | 659          |
| 2017 | 52.924      | 665          |
| 2016 | 54.658      | 687          |
| 2015 | 55.375      | 698          |
| 2014 | 57.842      | 744          |
| 2013 | 59.006      | 735          |
| 2012 | 57.785      | 766          |
| 2011 | 53.239      | 752          |
| 2010 | 61.470      | 756          |
| 2009 | 60.657      | 756          |
| 2008 | 57.686      | 761          |
| 2007 | 55.018      | 766          |
| 2006 | 55.242      | 762          |
| 2005 | 58.068      | 743          |
| 2004 | 58.307      | 730          |
| 2003 | 55.582      | 755          |
| 2002 | 52.927      | 743          |
| 2001 |             | 743          |
| 1999 | 54.990      | 729          |
| 1996 | 58.221      | 725          |
| 1993 | 59.239      |              |
| 1990 | 52.556      |              |
| 1987 | 46.277      |              |
| 1984 | 45.081      |              |
| 1981 | 51.260      |              |
| 1978 | 55.805      |              |